# Höchst (Ausztria)
Höchst település Ausztria legnyugatibb tartományának, Vorarlbergnek a Bregenzi járásában található. Területe 20,15 km², lakosainak száma 7 733 fő, népsűrűsége pedig 380 fő/km² (2014. január 1-jén). A település 403 méteres tengerszint feletti magasságban helyezkedik el.
A település részei: Brugg, Hasenfeld, Kirchdorf, Oberdorf és Unterdorf.

## Fordítás
- Ez a szócikk részben vagy egészben  a   Höchst, Austria című angol Wikipédia-szócikk ezen változatának fordításán alapul.  Az eredeti cikk szerkesztőit annak laptörténete sorolja fel. Ez a jelzés csupán a megfogalmazás eredetét és a szerzői jogokat jelzi, nem szolgál a cikkben szereplő információk forrásmegjelöléseként.